# Benedict Arnold

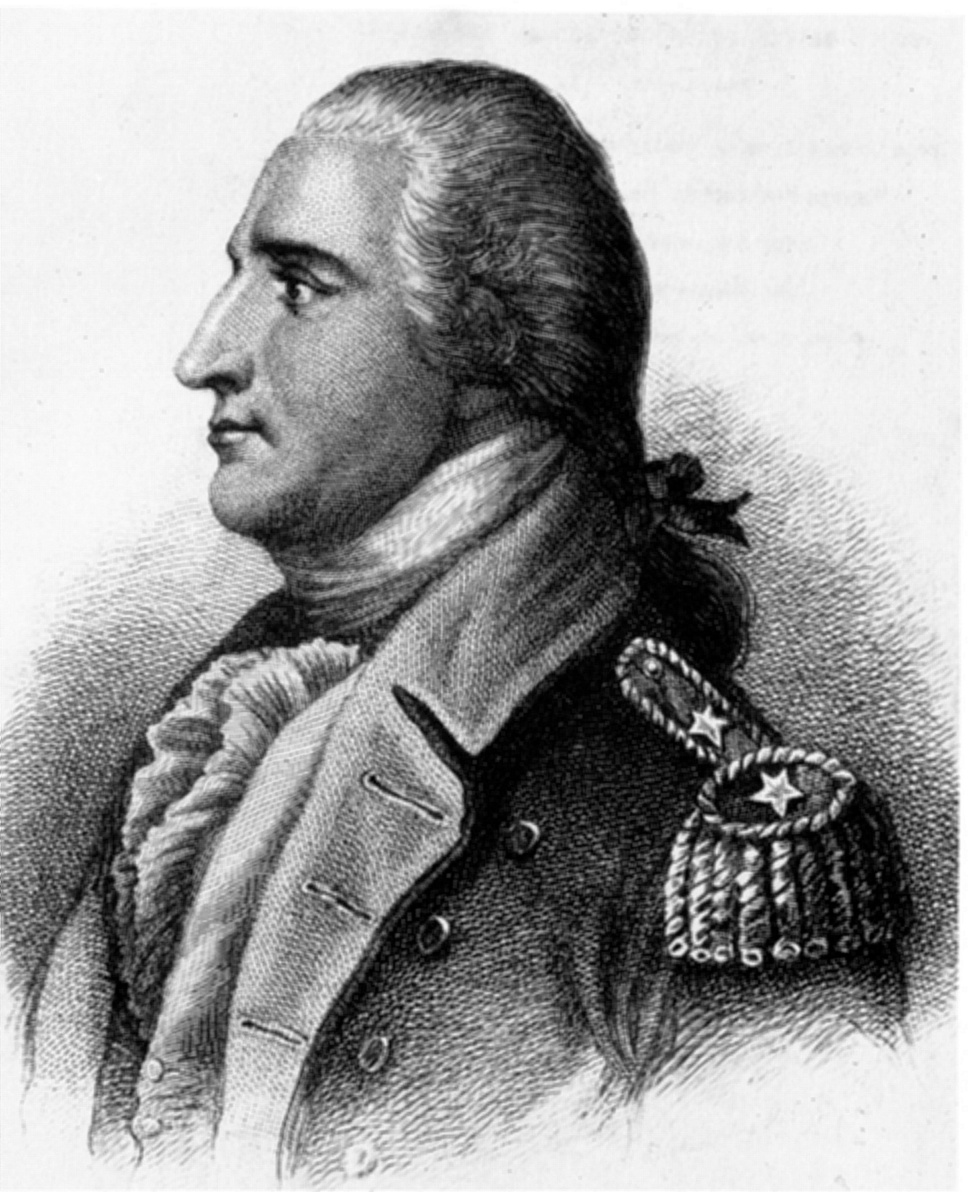
Benedict Arnold

Benedict Arnold (* 14. Januar 1741 in Norwich, Colony of Connecticut; † 14. Juni 1801 in London, England) war ein Soldat, der im Amerikanischen Unabhängigkeitskrieg zunächst als General in der Kontinentalarmee (Continental Army) der rebellierenden 13 Kolonien der nordamerikanischen Ostküste kämpfte. Er lief später zu den Briten über und gilt darum in den Vereinigten Staaten als Urbild eines Verräters.

## Leben
Arnold stammte aus einer wohlhabenden Familie. Der Wohlstand der Familie ging durch die Trunksucht seines Vaters verloren, so dass er schließlich mit 13 Jahren eine Lehre bei einem Apotheker machen musste. Seine Lehre brach er jedoch mit 15 Jahren ab, um als Soldat am Siebenjährigen Krieg auf britischer Seite teilzunehmen. 1767 heiratete er Margaret Mansfield, die bereits 1775 starb. Der Ehe entstammten drei Söhne.
Im Amerikanischen Unabhängigkeitskrieg (1775–1783) kämpfte er erfolgreich in mehreren Schlachten gegen die Briten, wurde bis zum Brigadegeneral beziehungsweise Generalmajor befördert und stand in freundschaftlicher Beziehung zu George Washington. 1775 führte er einen zunächst erfolgreichen Feldzug in Kanada. Er wurde jedoch bei der Schlacht von Québec am 31. Dezember geschlagen und hierbei verwundet. Daraufhin musste er den Rückzug aus Kanada antreten. Sein ungestümer Charakter brachte ihn mehrmals in Konflikte mit anderen Offizieren und mit Vorgesetzten. 1777 wurde er in der ersten Schlacht von Saratoga bei Neillson’s Farm durch General Horatio Gates des Kommandos enthoben; 1778 jedoch übertrug ihm George Washington ein neues Kommando.
In dieser Zeit war Arnold schon Witwer und stürzte sich in das gesellschaftliche Leben, gab Feste. Er heiratete mit 38 Jahren die 19-jährige Margaret „Peggy“ Shippen, die loyal zu den Briten war. Zuletzt war er stark verschuldet und verlor jegliches Ansehen beim Kongress, verbunden mit der Drohung, ihn vor ein Kriegsgericht zu stellen.
1780 bemühte er sich erfolgreich um das Kommando über Fort West Point im (späteren) Orange County des Bundesstaates New York. Hiernach verhandelte er heimlich mit dem Kommandeur der britischen Truppen, General Henry Clinton, über die Übergabe des Forts und seiner 3.000 Soldaten an die Briten für einen Preis von £20.000 (umgerechnet 2023 etwa 4,4 Millionen US-Dollar). Als diese Pläne durch die Gefangennahme des britischen Spions John André entdeckt wurden, desertierte er zu den Briten und kämpfte fortan gegen die US-Truppen. Ein bedeutendes Kommando wurde ihm nicht übertragen.
1782 übersiedelte er mit seiner Frau nach London, ging 1787 vorübergehend zurück nach Saint John (New Brunswick/Nouveau-Brunswick) und 1791 schließlich wieder nach London.

## Nachwirkung

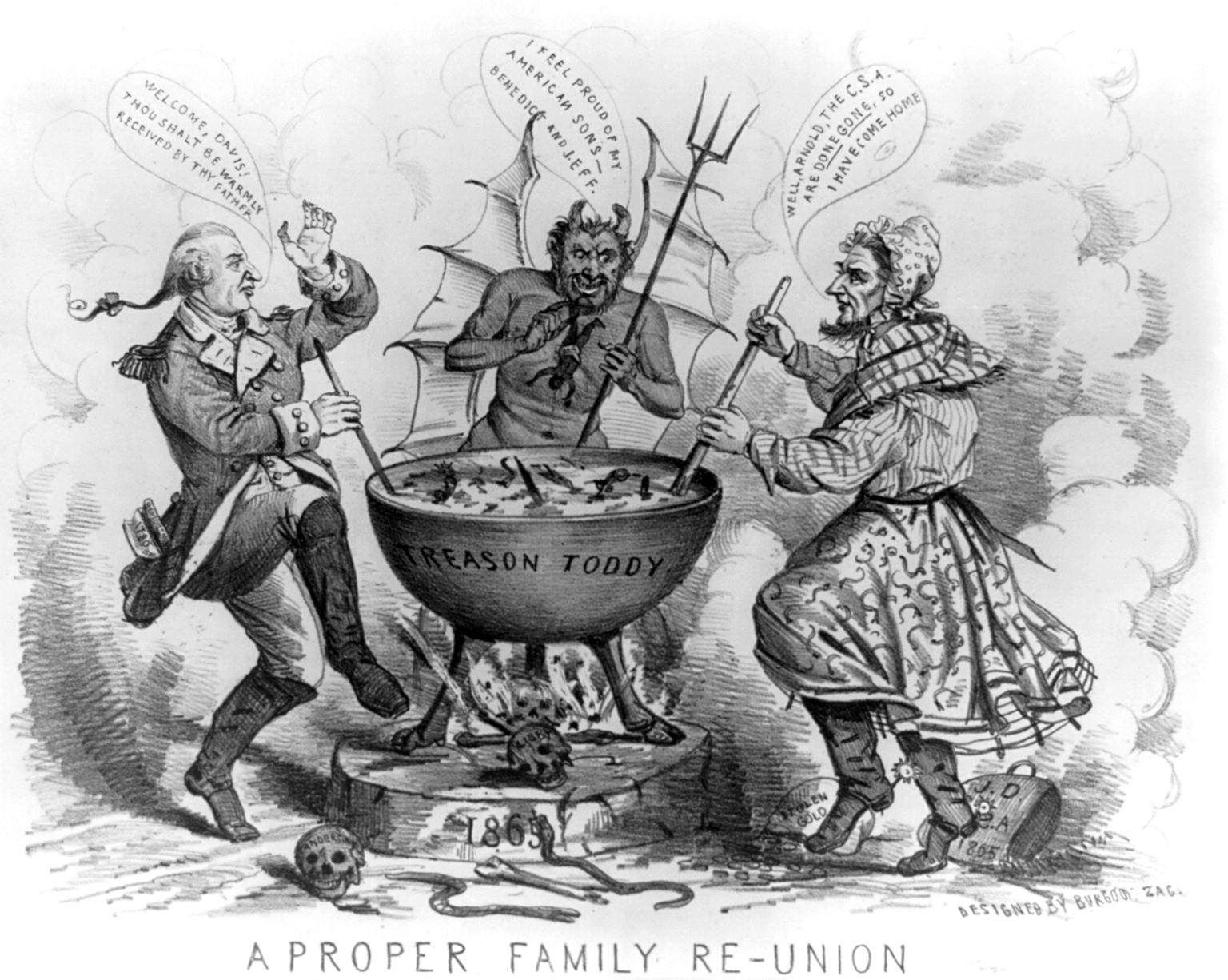
Karikatur von Benedict Arnold (zusammen mit Jefferson Davis) in der Hölle, 1865

In den Vereinigten Staaten ist der Name Benedict Arnold ein Synonym für einen Verräter.
Die Geschichte seines Verrates war mehrmals Gegenstand von Kino- und Fernsehverfilmungen, darunter in dem Film Der scharlachrote Rock (The Scarlet Coat), USA 1955, Regie: John Sturges, in der Fernsehserie Turn: Washington’s Spies oder 2017 in Staffel 1, Episode 10 der Serie  Timeless.
Erwähnt wurde Arnold in den Fernsehserien The Simpsons, The Big Bang Theory (3. Staffel, 15. Folge, nicht in der deutschen Synchronfassung), King of Queens (2. Staffel, 11. Folge), Community (1. Staffel, 15. Folge), Cosmo und Wanda – Wenn Elfen helfen (2. Staffel, 2. Folge), Disneys Große Pause (4. Staffel, 50. Folge), Mord ist ihr Hobby (4. Staffel, 18. Folge: Benedict Arnold Slipped Here), SEAL Team (4. Staffel, 1. Folge), Last Man Standing (6. Staffel, 8. Folge), in der amerikanischen Version von Shameless (11. Staffel, 11. Folge), Better Call Saul (1. Staffel, 10. Folge), South Park (16. Staffel, 3. Episode), The Walking Dead (8. Staffel, 5. Episode), Outlander (7. Staffel, 8. Episode), Madam Secretary (Staffel 1, Folge 16), Sleepy Hollow (2. Staffel, 3. Folge), Colony (3. Staffel, 5. Episode), Slings & Arrows (2. Staffel, 1. Folge) und Ghosts (amerikanische Version, Staffel 4 Folge 2) sowie im Film Straight Outta Compton.